# Mitsuki Saiga
Mitsuki Saiga (斎賀 みつき Saiga Mitsuki?,  Prefectura de Saitama, Japón, 12 de junio de 1973) es una actriz de voz y cantante japonesa, afiliada a Ken Production. Algunos de sus papeles más destacados incluyen el de Tsukasa en .hack, Maria Ross en Fullmetal Alchemist, MakubeX en GetBackers, Wolfram von Bielefeld en Kyō Kara Maō!, Chie en My-Hime/My-Otome, Yoite en Nabari no Ō, Teito Klein en 07-Ghost y Jing en King of Bandit Jing. Saiga es bien conocida por poseer una voz profunda que le permite interpretar tanto personajes masculinos como femeninos. 
Saiga fue también miembro de la compañía teatral Gekidan K-Show (la cual es dirigida por Kentarō Itō), pero anunció su partida en su blog el 23 de septiembre de 2008.
En la segunda edición de los Seiyū Awards, Saiga ganó en la categoría de "Mejor actriz de reparto" por sus papeles en Moyasimon: Tales of Agriculture, Tengen Toppa Gurren-Lagann y Toward the Terra. También ha ganado el "Premio fans extranjeros" en la cuarta edición de los Seiyū Awards por su papel de Wolfram en Kyō Kara Maō! y Souji Okita en Peacemaker Kurogane.
Como cantante, Saiga tiene su propia banda llamada "Mitsuki Saiga feat.JUST".

## Biografía
Saiga nació el 12 de junio de 1973 en la prefectura de Saitama, Japón. Cuando era estudiante de primaria, encontró una revista de anime en la casa de un familiar y pensó que cuando creciera, se convertiría en una seiyū. Durante la escuela secundaria, Saiga aún deseaba convertirse en seiyū e incluso le dijo a su profesor que iría a una escuela vocal. De acuerdo con sus propias palabras, la entrevista terminó en un minuto. Tras graduarse, ingresó a la Yoyogi Animation Gakuin y casi al mismo tiempo aprobó la audición de Ken Production.
El 8 de marzo de 2008, durante la segunda ceremonia de los Seiyū Awards, Saiga ganó el premio a "Mejor Actriz de Reparto" junto a su colega Rie Kugimiya por sus trabajos en Tengen Toppa Gurren-Lagann, Toward the Terra y Moyashimon: Tales of Agriculture. Ella es una entusiasta de la astronomía y lleva realizando observaciones astronómicas por años. El 22 de agosto de 2009, participó en un evento para observar los cuerpos celestes junto con el elenco y personal de Sora no Manimani, y posteriormente como miembro de un club de astronomía. También ha dicho que ha observado cuerpos celestes con Junji Majima, Hiroki Yasumoto, Kanae Itō, Takuma Terashima, Yoshihisa Kawahara, Nozomu Sasaki y Kiyohiro Yamaguchi.

## Filmografía

### Anime
El orden de esta lista es personaje, serie
- Akira Akatsuki, en Marvel Disk Wars: The Avengers
- Adele, en Eikoku Koi Monogatari Emma: Molders Hen
- Benio Amakusa, en Ouran High School Host Club.
- Computadora y Mascota, en Cowboy Bebop.
- Darcmon, en Digimon Ghost Game.
- Debitto, en D.Gray-man
- Dr. Lolo, en Atom: The Beginning.
- Drew, en Pokémon.
- Edward V, en Kuroshitsuji.
- Elk y Tsukasa, en .hack
- Eiri Kurahashi, en Le Portrait de Petit Cossette.
- Francis Harcourt y Rosa Negra , en Ashita no Nadja.
- Garnet, en Steven Universe (Doblaje Japonés).
- Haihane, en Sekirei y Sekirei Pure Engagement.
- Haruka Kujo, en Monochrome Factor.
- Hayase, en To Your Eternity.
- Heikel Wolfe, en Hellsing Ultimate.
- Henry Legoland, en Black Clover.
- Hiroko Kageyama "The Countess of Werdenberg", en Gilgamesh.
- Hibiki Shikyoin, en Pripara.
- KT", en Ixion Saga DT.
- Jamie Hemeros, en Zoids Zero.
- Jing, Bandit King Jing.
- Junior, en R.O.D The TV
- Kairi Sanjo, en Shugo Chara!
- Kako, en Monogatari Series Second Season.
- Kuranosuke Koibuchi, en Kuragehime.
- Kyosuke Date, en The Soul Taker y Nurse Witch Komugi.
- Makoto Kousaka, en Genshiken.
- Makubex, en Get Backers.
- Maria Ross, en Fullmetal Alchemist.
- Matsuyama, en Sakamoto desu ga?.
- Motoki "Moto-chan" Kykyou, en Itazura na Kiss.[10]
- Enzan Ijuuin, en Rockman EXE.
- Masaru Odawara, en Uchū no Stellvia.
- Mina Hazuki, en Darker than Black: Ryūsei no Gemini
- Nasu no Yoichi, en Drifters.[11]
- Natsuo Sagan, en Loveless.
- Okita Souji, en Peacemaker Kurogane ver Shinsengumi.
- Phantom, en Mär.
- Raven, en Zoids.
- Robert Haydn, en The Law of Ueki.
- Rossiu Adai, en Tengen Toppa Gurren-Lagann.
- Rui Hachiouji, en Code:Breaker.
- Shindou Takuto , en Inazuma Eleven GO.
- Shintaro, en InuYasha.
- Shiba'i Chuutatsu , en Ikkitousen Dragon Destiny.
- Sobaash, en Banner of the Stars.
- Takashi "Ten-chan" Ayanokouji, en Pita-Ten.
- Teito Klein en 07-Ghost.
- Toshio Saegusa, en Bakegyamon.
- Umihebi, en Akagami no Shirayuki-hime.
- Wolfram von Bielefeld y Rufus von Bielefeld , en Kyō Kara Maō!
- Uraume, en Jujutsu Kaisen.
- Yelena, en Shingeki no Kyojin.
- Yoite, en Nabari no Ō.
- Yūji Hino, en Shōnen Maid.
- Yuki Kei, en Moyashimon: Tales of Agriculture.
- Xiaoli Ling "Chrono Number X, Glin", en Black Cat .
- Zabimaru (babuino), en Bleach.
- Opera, en Mairimashita! Iruma-kun.

### Videojuegos
2012
- Tiz Arrior, en Bravely Default

2013
- Norn9: Sakuya Nijō

2014
- Norn9: Var Commons: Sakuya Nijō

2015
- Norn9: Last Era: Sakuya Nijō

2016
- Lieserl Albert Einstein, en Honkai Impact 3rd

2017
- Mòrag Ladair, en Xenoblade Chronicles 2

### Películas
2023
- Barbie presidenta en Barbie

## Música
- Interpretó el segundo ending de la serie Bakegyamon: Odoru Bakegyamon Prayer Ondo. Lo hizo junto con Hozumi Goda, Chafūrin y Nanae Katō.[12]